# Bit-Tuner
Bit-Tuner (* 1978 in St. Gallen, bürgerlich Marcel Gschwend) ist ein Schweizer Musiker. Seine elektronische Musik gliedert sich hauptsächlich ins Genre Dubstep, jedoch geprägt von elektronischen Instrumenten.
Bit-Tuner verwendet MPC, Synthesizer, Computer, eine elektrische Bassgitarre sowie viele analoge Effekte in seinen Liedern. Er arbeitet oft auch mit alten Vinyl-Aufnahmen. Dies resultiert oft in schweren, langsamen Beats und stampfenden Bässen und einer dunklen Atmosphäre.
Er komponiert auch Musik fürs Tanztheater, so zum Beispiel für die Tanzkompanie des Theaters St. Gallen, sans filtre in Zürich sowie Compagnie buffpapier in St. Gallen.
Mit dem Rapper Dani Göldin veröffentlichte er zahlreiche Alben, Singles und EPs als Göldin & Bit-Tuner.
Andere Kollaborationen entstanden z. B. mit Egogrill oder dem Rapper Omega Takeshi von 88:komaflash (München), audio88 aus Berlin/Neukölln oder Sensational von Wordsound Recording in New York City.
Im Dezember 2009 erschien sein zweites Album "Low-Speed Detonation" auf dem Trepok Records Label, Zürich. Das fünfte Solo-Album "A Bit of Light" erschien 2015 auf dem im selben Jahr neugegründeten Label -OUS, Zürich. Das Album "Arabian Nights" entstand bei einem Atelieraufenthalt in Kairo.
Seit 2009 spielt Gschwend Bass in der St. Galler Band Stahlberger, mit der er vier Alben veröffentlicht hat. Mit deren Sänger Manuel Stahlberger hat er 2020 ein gemeinsames Album veröffentlicht.
2015 wurde Bit-Tuner vom Bundesamt für Kultur für den Schweizer Musikpreis nominiert.

## Diskographie
Solo-Werke
- Aspects EP (2004, Local Form)
- Toxin (2008, Umbruch Recordings)
- Low-Speed Detonation (2009, Trepok Rec.)
- Drome EP (2011, Trepok)
- Signals EP (2012, Hula Honeys)
- Brutal Funk EP (2013, Luana Records)
- The China Syndrome (2013, Hula Honeys)
- The Japan Syndrome (2013, Hula Honeys)
- A Bit of Light (2015, -OUS)
- Arabian Nights (2018, -OUS)
- EXO (2020, -OUS)

Mit Göldin & Bit-Tuner
- Aläs wird guät (2003, Quiet Records)
- Freunde, das Leben beginnt (2005, Coffee)
- Fantasy is fucked (2007, Quiet Records)
- It’s Sensational (2008, Quiet Records, Kollaboration mit dem US-Rapper Sensational)
- CSI: Appenzell (2009, Quiet Records)
- Fantasy is dubbed (2009, Quiet Records)
- Schiiwerfer (2016, Mediengruppe Bitnik)
- D.R.A.M.A. EP (2019, BlauBlau Records)
- UFF EP (2021, BlauBlau Records)

Mit Stahlberger
- Rägebogesiedlig (2009, Faze)
- Abghenkt (2011)
- Die Gschicht isch besser (2014)
- dini zwei Wänd (2019)

Mit Manuel Stahlberger
- I däre Show (2020)